# Merionoeda ruficornis
Merionoeda ruficornis är en skalbaggsart som först beskrevs av Maurice Pic 1922.  Merionoeda ruficornis ingår i släktet Merionoeda och familjen långhorningar. Inga underarter finns listade i Catalogue of Life.